# Onychodactylus japonicus
Onychodactylus japonicus är en groddjursart som först beskrevs av Houttuyn 1782.  Onychodactylus japonicus ingår i släktet Onychodactylus och familjen Hynobiidae. IUCN kategoriserar arten globalt som livskraftig. Inga underarter finns listade i Catalogue of Life.